# بتيت لاك ساينت أنه (كيبك)
بتيت لاك ساينت أنه (بالإنجليزية: Petit-Lac-Sainte-Anne, Quebec)‏ هي منطقة سكنية تقع في كندا في Kamouraska. يقدر عدد سكانها بـ 0 نسمة ومساحتها 188.60 كم2 .